# Die Ampelmännchen
Die Ampelmännchen ist eine in den 1980er-Jahren produzierte Hörspielserie der Firma Karussell. Die Kinderhörspiele dienten der Verkehrserziehung. Die Reihe wurde vom Franz Schneider Verlag auch in Buchform publiziert. 2012 wurde das Kinderhörspiel Ampelmännchen sind keine Haustiere produziert.
Die Bezeichnung Die Ampelmännchen ist von mehreren geschützten Wort-Bildmarken Rettet die Ampelmännchen abzugrenzen. Dagegen ist Ampelmännchen eine allgemeinsprachliche und somit nicht schutzfähige Bezeichnung. Dem DDR-Fußgänger-Ampelmännchen ist wiederum die Schutzfähigkeit gerichtlich zuerkannt worden.

## Autoren
| Autor                                                                  | Titel (Episode) | Medium                                                                      |
| ---------------------------------------------------------------------- | --- | --------------------------------------------------------------------------- |
| Michael Weckler                                                        | Viel Aufregung um Bio 1984, Der verschwundene Zebrastreifen 1984, Der Fall Waldsee 1984 | Hörspiel                                                                    |
| Joachim Richert                                                        | Rettet den Stadtwald 1984, Piraten an Bord 1984, Auf dem Jahrmarkt 1984, Abenteuer im Tierpark 1984, Kampf der Computer 1986, Juwelenraub im Grand Hotel (Die verschwundenen Juwelen) 1986, Die Fahrerflucht 1986, Der gelbe Engel 1986, | Hörspiel                                                                    |
| Franz Robert Billisich (Komponist)                                     | Helmi singt wieder neue Lieder 1984 | Kompaktkassette, Musiknoten für Akkordeon und Gitarre mit Playback-Kassette |
| Fritz Hellmann                                                         | Eine merkwürdige Begegnung (Teil 1 und Teil 2 Das Wunder) 1984, Der Schaukelstuhl 1984, Suchaktion für Bello 1986, Der Superstürmer 1986, Der Ausreisser 1986, Abenteuer im Schnee 1986 | Hörspiel                                                                    |
| Jens Kersten                                                           | Auf dem Lande 1984, Die Wolldiebe 1986 | Hörspiel                                                                    |
| Wolfgang Pauls                                                         | Schmutziges Wasser 1986, Der Rettungshubschrauber 1986, | Hörspiel                                                                    |
| Gaby Blum                                                              | Einsatz im Jugendzentrum 1986, Besuch in London 1986 | Hörspiel                                                                    |
| Jan Blum                                                               | Die Schülerlotsen 1987, Die Ampelmännchen auf Traumreise 1987, Der erste Schultag 1987 | Hörspiel                                                                    |
| Rainer M. Schröder                                                     | Der Fall Waldsee 1985, Der verschwundene Zebrastreifen 1985, Viel Aufregung um Bio 1985, Piraten an Bord 1985, Der Schaukelstuhl 1985, Eine merkwürdige Begegnung 1985, Auf dem Jahrmarkt 1986, Abenteuer im Tierpark 1986, Auf dem Lande 1986                                                                                               | Buch                                                                        |
| Kurth Rieth, Ampelmännchen, Peter-Thomas-Sound-Orchester (Interpreten) | Sing mit den Ampelmännchen 1986, enthält Schutzengel, Ampelmännchens Hänschen-Klein, Ampelmännchens Zunftlied, Ampelmännchen in Rimini, Das darf nicht wahr sein …, Hallo Freunde! Ampelmännchen-Marsch, Hokido ... Ampelmännchens Märchen-Party, Auf den Strassen ist heut’ immer mehr Verkehr, Urlaubszeit, Ampelmännchens Gute-Nacht-Lied | Schallplatte                                                                |
| Ampelmännchen                                                          | Hallo Freunde 1984 und 1985, Sing mit den Ampelmännchen 1986, Dschungeltanz 1988 | Schallplatte                                                                |
| Die Ampelmännchen                                                      | Spiel auf meiner Mundharmonika, Lieder zum Mitspielen und eine Geschichte zum 1. Schultag 1989 | 1 Kompaktkassette + Mundharmonika                                           |
| Michael Beyer (Komponist, Interpret)                                   | Ampelmännchen – rot, gelb, grün 2004, enthält: Ralph, mein kleiner Hund, Wir wollen so viel lernen, Frag doch den Polizist, Das Helmlied, Das Ampelmännchen, Ich passe auf, Ich fahr mit dem Bus, Dein Leben, Dein Freund und Helfer, Vorbilder, Rot – gelb – grün, Klick, Spielplatz, Kuschel-Knuddel-Lieblingstier                         | CD + Begleitmaterial                                                        |

## Handlung
Die lebendigen, denkenden Ampelmännchen Grün und Rot fristen ein eher tristes Dasein in der Regelung des Fußgängerverkehrs, Abwechslung verschafft ihnen die Lösung von diversen Kriminalfällen, die ihnen ihre Freunde (ein paar Kinder) immer wieder zutragen. Die beiden Ampelmännchen machen sich sodann stets umgehend an die Untersuchung der angezeigten Fälle, wobei ihnen ihre speziellen Fähigkeiten von Nutzen sind. So können die beiden beispielsweise in Sekundenschnelle durch Stromleitungen reisen und Telefonleitungen abhören. Ihr zuverlässiger Freund ist der Polizist Siggi Lohmann.